# 프레이저 포스터
프레이저 제라드 포스터(영어: Fraser Gerard Forster, 1988년 3월 17일 ~ )는 잉글랜드의 축구 선수이다. 현재 프리미어리그의 토트넘 홋스퍼에서 골키퍼로 뛰고 있다.

## 구단 경력

### 토트넘 홋스퍼
포스터는 2022년 6월 8일, 프리미어리그 소속의 토트넘 홋스퍼와 2년 계약을 체결했으며, 사우샘프턴과의 계약이 만료된 후 7월 1일, 자유 이적으로 클럽에 합류했다. 그는 11월 9일, EFL컵 3라운드 노팅엄 포리스트 원정 경기에서 클럽 소속으로 공식 데뷔 전을 치렀다. 포스터는 12월 26일, 브렌트퍼드와의 2–2 무승부 경기에서 위고 요리스를 대신해 토트넘 소속으로 프리미어리그 첫 경기를 치렀는데, 요리스는 불과 8일 전 프랑스 국가대표로 2022년 FIFA 월드컵 결승전에 출전한 바 있었다. 그는 이어진 FA컵 3라운드 포츠머스와의 경기에서 홈 데뷔 전을 치렀고, 이 경기에서 클럽 소속으로 첫 클린시트를 기록했다.
2023년 2월, 토트넘이 맨체스터 시티를 상대로 승리를 거두는 경기에서 요리스가 무릎 인대 부상을 당하자, 포스터는 팀의 주전 골키퍼로 기회를 부여받았다. 그는 2월에 9경기 연속 출전을 포함해 시즌 마지막 6경기까지 출전하며, 토트넘 소속으로 시즌 총 20경기에 나섰다.
포스터는 2023년 여름에 등 부상을 당해, 클럽의 호주 및 극동 아시아 프리시즌 투어에 결장했다. 새로 영입된 굴리엘모 비카리오가 팀의 주전 골키퍼로 자리 잡으면서, 포스터는 다시 벤치로 밀려났다. 2023년 12월 6일, 포스터는 토트넘과의 계약을 2025년 여름까지 연장했다.

## 수상
노리치 시티
- 풋볼 리그 1: 2009-10[13]

셀틱
- 스코티시 프리미어리그: 2011-12
- 스코티시 컵: 2010-11

토트넘 홋스퍼
- UEFA 유로파리그: 2024-25[14]